# Mniej Więcej
Mniej Więcej – polski program rozrywkowy, który prowadzi Łukasz Samoń i Ignacy Łukowski. Hasłem przewodnim prowadzących jest „komplikowanie prostych rzeczy”. Odcinki są publikowane w serwisie YouTube, co każdą sobotę o godzinie 18.00. 
Kiedyś współprodukowany z Iplą, a następnie z Vidmo (firmą Tomasza Gimpera Działowego), w 2024 produkowany przez YOMAO CORP, a następnie przez spółkę Mniej Więcej. Program tworzony jest na licencji formatu Good Mythical Morning stworzonego przez Rhetta & Linka. 
Po trzech latach nadawania, program zakończył swoją emisję odcinkiem: „To koniec.” gdzie występują prowadzący: Ignacy Łukowski, Łukasz Samoń, Hubert Oleksiak oraz producent Tomasz Działowy. 13 lipca 2024 roku opublikowany został odcinek „Spróbowaliśmy Wszystkiego z Popeye's”, który ogłosił powrót formatu. W połowie września 2024 roku, prowadzący założyli swoją spółkę: Mniej Więcej sp. z o.o., która od listopada 2024, zajmuje się produkcją formatu. 
Wydali jeden singiel: „Żabka vs Biedronka”.

## Założenia formatu
Prowadzący w każdym odcinku sprawdzają i „komplikują proste rzeczy”. Sprawdzają i starają się ocenić takie rzeczy, których w normalnych warunkach nikt nie byłby w stanie sprawdzić (np. jedzenie wszystkich produktów z restauracji  McDonald’s lub wkładanie rzeczy do rozpuszczalnika). Program oparty jest na formacie Good Mythical Morning, lecz wykorzystywane są własne pomysły. Odcinki generują średnio ok. 500 000 wyświetleń w serwisie YouTube.

## Sezony
| Seria                         | Odcinki        | Pierwszy odcinek     | Ostatni odcinek      | Pora emisji                 |
| ----------------------------- | -------------- | -------------------- | -------------------- | --------------------------- |
| współprodukcja Ipla           |                |                      |                      |                             |
| 1                             | 1-24 (24)      | 23 stycznia 2018     | 14 kwietnia 2018     | wtorek 18.00; sobota 18.00; |
| 2                             | 25 – 47 (22)   | 24 kwietnia 2018     | 7 lipca 2018         | wtorek 18.00; sobota 18.00; |
| 3                             | 48 – 68 (20)   | 10 lipca 2018        | 18 września 2018     | wtorek 18.00; sobota 18.00; |
| 4                             | 69 – 96 (27)   | 2 października 2018  | 5 stycznia 2019      | wtorek 18.00; sobota 18.00; |
| produkcja Vidmo               |                |                      |                      |                             |
| 5                             | 97 – 162 (65)  | 8 lutego 2020        | 19 września 2020     | wtorek 18.00; sobota 18.00; |
| 6                             | 163 – 195 (35) | 15 października 2020 | 30 stycznia 2021     | wtorek 18.00; sobota 18.00; |
| produkcja Yomao Corp          |                |                      |                      |                             |
| 7                             | 196 - 222 (16) | 13 lipca 2024        | 26 października 2024 | sobota 18:00                |
| produkcja spółki Mniej Więcej |                |                      |                      |                             |
| 7                             | 223 - ?        | 2 listopada 2024     | ?                    | sobota 18:00                |

## Lista odcinków

### Pierwszy sezon
| Data emisji odcinka                                | Numer odcinka | Nazwa odcinka                                       | Liczba wyświetleń | gość                                      |
| -------------------------------------------------- | ------------- | --------------------------------------------------- | ----------------- | ----------------------------------------- |
| 28 stycznia 2018                                   | 1             | Rozpoznaj Energetyka Challenge                      | 1528193           |                                           |
| 27 stycznia 2018                                   | 2             | Wielkie Mistrzostwa Ketchupów                       | 1082972           |                                           |
| 30 stycznia 2018                                   | 3             | Marka Tesco vs Oryginały                            | 1319253           |                                           |
| 3 lutego 2018                                      | 4             | Przeprowadzamy Operację na Lewo                     | 475339            |                                           |
| 6 lutego 2018                                      | 5             | Rozpoznaj Ulubione Dania YouTuberów Challenge       | 1139232           |                                           |
| 10 lutego 2018                                     | 6             | Najgłupsze Projekty z Kickstartera                  | 623494            |                                           |
| 13 lutego 2018                                     | 7             | Testujemy Wegańskie Jedzenie                        | 1070144           |                                           |
| 17 lutego 2018                                     | 8             | Za kłamstwo RAZIMY się PRĄDEM                       | 1703430           |                                           |
| 20 lutego 2018                                     | 9             | Spróbowaliśmy WSZYSTKIEGO z McDonald’s              | 3527933           |                                           |
| 24 lutego 2018                                     | 10            | Zgadujemy najpopularniejsze filmy polskiego YouTube | 732622            |                                           |
| 27 lutego 2018                                     | 11            | Testujemy 6 Gadżetów Kuchennych                     | 1055709           |                                           |
| 3 marca 2018                                       | 12            | NAJGŁUPSZE Sposoby By Umrzeć                        | 835011            |                                           |
| 6 marca 2018                                       | 13            | Czy To Burger?                                      | 897321            |                                           |
| 10 marca 2018                                      | 14            | Nie uwierzysz w TE ZDJĘCIA!                         | 676499            |                                           |
| 13 marca 2018                                      | 15            | Rozpoznaj Frytki Na Ślepo Challenge                 | 1280877           |                                           |
| 17 marca 2018                                      | 16            | Niesamowite Kombinacje Fast-Foodowe                 | 809750            |                                           |
| 20 marca 2018                                      | 17            | Testujemy Produkty Bez Laktowzy                     | 491922            |                                           |
| 24 marca 2018                                      | 18            | Zgadujemy Słowa Piosenek YouTuberów z Dezym         | 1077103           | Dezydery Skrowon z kanału Dezy            |
| 27 marca 2018                                      | 19            | Wielkie Mistrzostwa Hot Dogów z Gimperem            | 1948483           | Tomasz Działowy z kanału Gimper           |
| 31 marca 2018                                      | 20            | Co jest w PUDEŁKU?                                  | 774486            |                                           |
| 3 kwietnia 2018                                    | 21            | Polskie słowa, których NIE ZNASZ! z MaturaToBzdura  | 507262            | Adam Drzewicki z kanału MaturaToBzdura.TV |
| 7 kwietnia 2018                                    | 22            | Testujemt tabletki ZMIENIAJĄCE SMAK!                | 816484            |                                           |
| 10 kwietnia 2018                                   | 23            | Rozpoznaj Seriale Na Ślepo Challenge                | 693660            |                                           |
| 14 kwietnia 2018                                   | 24            | Rozpoznaj Wodę Challenge                            | 974385            |                                           |
| wszystkie odcinki na playliście w serwisie YouTube |               |                                                     |                   |                                           |

### Drugi sezon
| Data emisji odcinka                              | Numer odcinka | Nazwa odcinka                 | Liczba wyświetleń | gość |
| ------------------------------------------------ | ------------- | ----------------------------- | ----------------- | ---- |
| 24 kwietnia 2018                                 | 25            | Wielkie Mistrzostwa Majonezów | 883603            |      |
| reszta odcinków na playliście w serwisie YouTube |               |                               |                   |      |

### Trzeci sezon
| Data emisji odcinka                              | Numer odcinka | Nazwa odcinka                            | Liczba wyświetleń | gość          |
| ------------------------------------------------ | ------------- | ---------------------------------------- | ----------------- | ------------- |
| 28 stycznia 2018                                 | 48            | PRAWDA czy OBRZYDLISTWO? z Lord Kruszwil | 1528193           | Lord Kruszwil |
| reszta odcinków na playliście w serwisie YouTube |               |                                          |                   |               |

### Czwarty sezon
| Data emisji odcinka                              | Numer odcinka | Nazwa odcinka               | Liczba wyświetleń | gość |
| ------------------------------------------------ | ------------- | --------------------------- | ----------------- | ---- |
| 2 października 2018                              | 69            | Międzynarodowy Test Śniadań | 1505718           |      |
| reszta odcinków na playliście w serwisie YouTube |               |                             |                   |      |

### Piąty sezon
| Data emisji odcinka                              | Numer odcinka | Nazwa odcinka                          | Liczba wyświetleń | gość         |
| ------------------------------------------------ | ------------- | -------------------------------------- | ----------------- | ------------ |
| 28 stycznia 2018                                 | 97            | PRAWDA czy OBRZYDLISTWO z Mniej Więcej | 679554            | Mniej Więcej |
| reszta odcinków na playliście w serwisie YouTube |               |                                        |                   |              |

## Lista ekipy[17]
| Imię i nazwisko               | Sezony     | Sezony     | Sezony     | Sezony     | Sezony     | Sezony     | Sezony     |
| Imię i nazwisko               | 1          | 2          | 3          | 4          | 5          | 6          | 7          |
| Prowadzący                    | Prowadzący | Prowadzący | Prowadzący | Prowadzący | Prowadzący | Prowadzący | Prowadzący |
| ----------------------------- | ---------- | ---------- | ---------- | ---------- | ---------- | ---------- | ---------- |
| Łukasz Samoń                  |            |            |            |            |            |            |            |
| Ignacy Łukowski               |            |            |            |            |            |            |            |
| Prowadzący boczny             |            |            |            |            |            |            |            |
| Sebastian Celiński            |            |            |            |            |            |            |            |
| Marceli Łukowski              |            |            |            |            |            |            |            |
| Hubert Oleksiak               |            |            |            |            |            |            |            |
| Producent                     |            |            |            |            |            |            |            |
| Ewelina Tomasik               |            |            |            |            |            |            |            |
| Tomasz Działowy               |            |            |            |            |            |            |            |
| YOMAO CORP                    |            |            |            |            |            |            |            |
| Hubert Oleksiak               |            |            |            |            |            |            |            |
| Menadżer Projektu             |            |            |            |            |            |            |            |
| Sebastian Celiński            |            |            |            |            |            |            |            |
| Marceli Łukowski              |            |            |            |            |            |            |            |
| Kierownik Produkcji           |            |            |            |            |            |            |            |
| Andrzej Pawlonka              |            |            |            |            |            |            |            |
| Hubert Oleksiak               |            |            |            |            |            |            |            |
| Asystent Kierownika Produkcji |            |            |            |            |            |            |            |
| Justyna Szlaszyńska           |            |            |            |            |            |            |            |
| Witold Wróbel                 |            |            |            |            |            |            |            |
| Adrianna Gołgowska            |            |            |            |            |            |            |            |
| Kierownik Planu               |            |            |            |            |            |            |            |
| Hubert Oleksiak               |            |            |            |            |            |            |            |

| Reszta ekipy            | Reszta ekipy     | Reszta ekipy     | Reszta ekipy     | Reszta ekipy     | Reszta ekipy     | Reszta ekipy     |
| Operatorzy kamer        | Operatorzy kamer | Operatorzy kamer | Operatorzy kamer | Operatorzy kamer | Operatorzy kamer | Operatorzy kamer |
| ----------------------- | ---------------- | ---------------- | ---------------- | ---------------- | ---------------- | ---------------- |
| Anna Antonowicz         |                  |                  |                  |                  |                  |                  |
| Natalia Liberacka       |                  |                  |                  |                  |                  |                  |
| Karol Sawicki           |                  |                  |                  |                  |                  |                  |
| Łukasz Kobylarz         |                  |                  |                  |                  |                  |                  |
| Tomasz Habza            |                  |                  |                  |                  |                  |                  |
| Michał Mendel           |                  |                  |                  |                  |                  |                  |
| Marcin Dzikowski        |                  |                  |                  |                  |                  |                  |
| Mateusz Darski          |                  |                  |                  |                  |                  |                  |
| Montaż i Animacje       |                  |                  |                  |                  |                  |                  |
| Łukasz Samoń            |                  |                  |                  |                  |                  |                  |
| Łukasz Bagiński         |                  |                  |                  |                  |                  |                  |
| Kacper Rietz            |                  |                  |                  |                  |                  |                  |
| Dawid Blachura          |                  |                  |                  |                  |                  |                  |
| Charakteryzacja         |                  |                  |                  |                  |                  |                  |
| Edyta Nikoniuk – Pawlik |                  |                  |                  |                  |                  |                  |
| Aleksandra Adamczyk     |                  |                  |                  |                  |                  |                  |
| Scenografia             |                  |                  |                  |                  |                  |                  |
| Aleksandra Adamczyk     |                  |                  |                  |                  |                  |                  |
| Dźwięk                  |                  |                  |                  |                  |                  |                  |
| Adam Kalisz             |                  |                  |                  |                  |                  |                  |
| Karol Sawicki           |                  |                  |                  |                  |                  |                  |
| Mateusz Darski          |                  |                  |                  |                  |                  |                  |
| Światło                 |                  |                  |                  |                  |                  |                  |
| Karol Sawicki           |                  |                  |                  |                  |                  |                  |
| Anna Antonowicz         |                  |                  |                  |                  |                  |                  |
| Mateusz Darski          |                  |                  |                  |                  |                  |                  |
| Marcin Dzikowski        |                  |                  |                  |                  |                  |                  |